# Sostituzione elettrofila aromatica
Nell'ambito della chimica organica per sostituzione elettrofila aromatica (o SEA) si intende la sostituzione di un atomo di idrogeno di un composto aromatico con un elettrofilo attraverso la formazione di un intermedio ionico detto addotto σ o ione arenio o catione benzenonio, qualora il substrato della reazione sia il benzene.

## Generalità
Lo ione benzenonio presenta particolare stabilità a causa della delocalizzazione di carica presente in tale molecola, infatti tale ione presenta tre strutture di risonanza.
La specie elettrofila (rappresentata in genere da uno ione positivo generato in situ tramite la presenza di opportuni catalizzatori) si lega all'anello aromatico, trasferendogli la sua lacuna elettronica e formando un intermedio che prende il nome di complesso σ. La carica positiva sull'intermedio risulta stabilizzata per risonanza, che la disperde sulle posizioni in orto e para alla posizione su cui avviene la sostituzione. Successivamente, tramite l'espulsione di uno ione H+ l'aromaticità dell'anello viene ripristinata con la formazione di una molecola di prodotto sostituito.

Meccanismo di reazione della sostituzione elettrofila aromatica (E^{+} è un generico elettrofilo).

La reazione avviene in presenza di un acido di Lewis, che rappresenta o genera la specie elettrofila.

## Esempi di sostituzioni elettrofile aromatiche
Alcune reazioni di sostituzione elettrofila comprendono:
| reazione                       | reagenti e catalizzatori | specie elettrofila E+ | prodotto di reazione col benzene |
| ------------------------------ | ------------------------ | --------------------- | -------------------------------- |
| solfonazione                   | H2SO4 + SO3              | HSO3+                 | acido benzensolfonico Ph-SO3H    |
| nitrazione                     | HNO3 + H2SO4             | NO2+                  | nitrobenzene Ph-NO2              |
| alogenazione                   | Cl2 + FeCl3              | Cl+                   | clorobenzene Ph-Cl               |
| alchilazione di Friedel-Crafts | R-Cl + AlCl3             | R+                    | alchilbenzene Ph-R               |
| acilazione di Friedel-Crafts   | R-CO-Cl + AlCl3          | R-CO+                 | fenil-alchil-chetone Ph-CO-R     |

## Reagenti
A seconda del gruppo che si vuole introdurre nell'anello aromatico bisogna utilizzare il reagente appropriato.
Per ottenere alogeno-derivati si utilizzano gli alogeni elementari in particolare Br2 e Cl2; la fluorurazione e la iodurazione avvengono difficilmente sfruttando questa reazione.
Per sintetizzare i nitroareni si utilizza in genere acido nitrico ed acido solforico (miscela solfonitrica).
Per le solfonazioni si utilizza l'oleum (acido solforico e anidride solforica).
Le alchilazioni vengono operate utilizzando alogenuri alchilici, alcoli e alcheni, anche se più comunemente vengono utilizzati alogenuri alchilici.
Le acilazioni vengono effettuate utilizzando alogenuri acilici, in particolar modo i cloruri.

## Catalizzatori
I catalizzatori più utilizzati nelle SEA sono gli acidi di Lewis. In particolare:
- per le alogenazioni viene utilizzato l'opportuno alogenuro ferrico (per es. per una bromurazione si utilizzerà bromuro ferrico)
- per la solfonazione non è necessario alcun catalizzatore
- per l'alchilazione in genere viene utilizzato AlCl3 quando il reagente è un alogenuro alchilico
- acido fluoridrico, acido solforico o trifloruro di boro, quando il reagente è un alcool; acido fluoridrico o acido fosforico quando il reagente è un alchene
- per le acilazioni è comunemente utilizzato tricloruro di alluminio.

Diagrammando l'energia contenuta nel sistema catalizzato rispetto ad una coordinata di reazione, si ottiene un grafico come quello in figura.

Variazioni energetiche per una reazione di sostituzione elettrofila aromatica all'avanzare della reazione.
1) benzene
2a) stato attivato
2b) ione arenio
2c) stato attivato
3) prodotto (ad esempio etilbenzene o cumene).

In ascissa si ha una qualsiasi coordinata di reazione, mentre in ordinata si ha il contenuto energetico (esprimibile ad esempio in termini di entalpia o energia libera di Gibbs).
Si può vedere che anche se la reazione nel suo complesso sarebbe esoergonica (in quanto l'energia che compete ai prodotti è minore di quella che compete ai reagenti), perché la reazione abbia luogo è necessario fornire energia per il superamento di due barriere di energia, rispettivamente per la formazione dello ione arenio a partire dai reagenti e per la formazione dei prodotti a partire dallo ione arenio. In assenza di catalizzatore, non si avrebbe formazione dello ione arenio, e si avrebbe un solo picco, ma con contenuto energetico molto più elevato dei due picchi corrispondenti alla reazione catalizzata. La catalisi quindi offre un percorso alternativo al normale svolgersi della reazione. La formazione dello ione arenio (che è un intermedio stabile, trovandosi all'interno di una zona del grafico a concavità rivolta verso l'alto) permette lo svolgersi della reazione con una minore fornitura di energia, ovvero in condizioni di temperatura e pressione meno gravose, con conseguente risparmio in termini economici.

## Monosostituzione
Effettuando una sostituzione sul benzene si ottiene un unico prodotto con rese molto elevate. Questo perché i sei atomi di idrogeno di questa molecola sono tra loro equivalenti, per cui l'esatta posizione in cui avviene la sostituzione non è rilevante ai fini dell'ottenimento del prodotto finale.
Un benzene monosostituito possiede idrogeni con tre diversi contenuti energetici a seconda della loro posizione rispetto al sostituente:
- la posizione nell'anello più vicina al sostituente è detta orto
- la posizione in opposizione a quella occupata dal sostituente è detta para
- le posizioni intermedie alle posizioni orto e para sono dette meta.

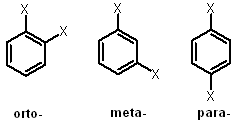
Posizioni orto meta e para (nel caso di due sostituzioni con un alogeno X)

## Polisostituzione

### Effetto dei sostituenti sulla reattività
Quando nell'anello benzenico viene introdotto un gruppo funzionale, questo induce una serie di effetti sui rimanenti 5 idrogeni, tali da modificarne la reattività nei confronti di successive sostituzioni elettrofile.
In particolar modo i gruppi si dividono in attivanti e disattivanti: i primi rendono l'anello benzenico più reattivo ad una seconda sostituzione, mentre i secondi aumentano l'energia necessaria per una seconda sostituzione.
Il carattere attivante di un gruppo è dovuto al fatto che esso, possedendo almeno un doppietto elettronico non condiviso, si comporta da elettron-donatore, per cui attraverso la risonanza può condividere parte dei propri elettroni con l'anello aromatico, rendendolo più facilmente attaccabile.
Il carattere disattivante di un gruppo è dovuto invece al fatto che esso si comporta da elettron-attrattore, ovvero attraverso l'effetto induttivo sottrae all'anello parte della sua densità elettronica, rendendolo meno reattivo nei confronti della specie elettrofila.

### Effetto dei sostituenti sull'orientamento
La natura chimica del sostituente, oltre ad influenzare la reattività della molecola ne influenza anche l'orientamento, ovvero la posizione preferenziale in cui si avrà la successiva sostituzione.
In genere, gli attivanti indirizzano "l'entrata" di un nuovo gruppo in posizione orto o in para (ovvero sono "orto-para orientanti"), mentre i disattivanti sono "meta-orientanti".
A questa regola empirica fanno eccezione gli alogeni, che pur essendo disattivanti (per effetto induttivo), sono orto-para orientanti (per risonanza).

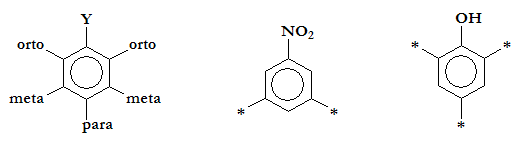
1. le posizioni orto, meta e para rispetto ad un sostituente
2. le posizioni preferenziali di reazione per un gruppo disattivante sono le meta
3. le posizioni preferenziali di reazione per un gruppo attivante sono le orto e para

Gli elettron-donatori presentano un doppietto elettronico sull'atomo legato all'anello benzenico. Tale doppietto favorisce la delocalizzazione con massima concentrazione nelle posizioni orto e para, gli eteri gli alogeni, gli alcoli, i tioli, e le ammine sono elettron-donatori.
Anche i gruppi alchilici favoriscono la SEA e sono orto-para orientanti, la spiegazione è da ricercare in un effetto d'iperconiugazione, che genera effetti riconducibili a quelli di altri attivanti.
Gli elettron-attrattori non presentano elettroni da condividere, hanno una certa densità di carica positiva e sono meta-orientanti. I nitroderivati, i gruppi acilici e i nitrili sono elettron-attrattori.

## Sostituzione su aromatici policiclici
Gli idrocarburi aromatici policiclici sono in genere più reattivi del benzene, sempre per questioni di risonanza che disperde la carica positiva del complesso σ su un numero maggiore di atomi.
Il naftalene reagisce soprattutto sulla posizione 1, tranne nel caso in cui fattori sterici rendano la posizione sfavorita.
Antracene e fenantrene reagiscono in una delle due posizioni libere dell'anello centrale; in questo modo infatti nell'intermedio si conserva l'aromaticità dei due anelli laterali.

## Sostituzione su eterocicli
Furano, tiofene e pirrolo sono più reattivi del benzene, questo perché rispettivamente ossigeno, zolfo ed azoto hanno elettroni π che contribuiscono a stabilizzare l'intermedio. La posizione che reagisce è la 2.